# Dietikon (huyện)
Huyện Dietikon (tiếng Pháp: District du Dietikon, tiếng Đức: Bezirk Dietikon) là một huyện hành chính của Thụy Sĩ. Huyện này thuộc bang Bang Zürich. Huyện Dietikon có diện tích 60 km², dân số theo thống kê của cục thống kê Thụy Sĩ năm 1999 là 71058 người. Trung tâm của huyện đóng ở Dietikon. Mã của huyện là 111.